# Smoljanac
Smoljanac je selo u Ličko-senjskoj županiji.

## Zemljopis
Selo Smoljanac nalazi se na području današnje općine Plitvička Jezera. Nalazi se na 44° 56' 19" sjeverne zemljopisne širine i 15° 39' 35" istočne zemljopisne dužine, 2 km istočnije od Rastovače, 1,5 km južnije od Drežnika Grada, a 7 km sjevernije od Zaklopače i Arapova Dola.

## Stanovništvo
Smoljanac je hrvatsko selo.
- 2001. – 238
- 1991. – 256 (Hrvati – 246, Srbi – 3, ostali – 7)
- 1981. – 275 (Hrvati – 272, Srbi – 3)
- 1971. – 349 (Hrvati – 344, Srbi – 5)

## Povijest
Za vrijeme srbijanske agresije i velikosrpske pobune, selo je teško stradalo. 4. prosinca 1991. srpske su paravojne postrojbe ubile 7 seljana.
Od 30. prosinca 1992. do 7. veljače 1997. Smoljanac je bio samostalna općina u Zadarsko-kninskoj županiji. Kao naselja unutar općine spominju se: Plitvica Selo, Sertić Poljana, Poljanak, Korana, Rastovača, Smoljanac, Gornji Vaganac i Donji Vaganac.

## Vanjske poveznice
- Smoljanac na fallingrain.com